# Els pilars de la Terra
Els pilars de la Terra, titulada The Pillars of the Earth en la versió original en anglès, és una novel·la històrica de Ken Follett que gira entorn de la construcció d'una catedral gòtica a Kingsbridge (una població fictícia situada aproximadament on es troba Marlborough, a Wiltshire, a uns 110 km a l'oest de Londres). L'acció es desenvolupa a mitjan segle xii.
Als editors de Follett els preocupava tant el contingut com la llargària de la novel·la, que en la versió original té 973 pàgines. Quan l'obra fou publicada, el 1989, Follett va sorprendre els lectors, ja que era conegut per les novel·les d'intriga; tanmateix, aquest llibre va arribar a ser la seva novel·la més venuda.
El 9 d'octubre del 2007 es va publicar la segona part d'aquesta novel·la, anomenada Un món sense fi.
Se n'ha fet una sèrie de televisió de vuit capítols el 2010 titulada The Pilars of the Earth.

## Seccions

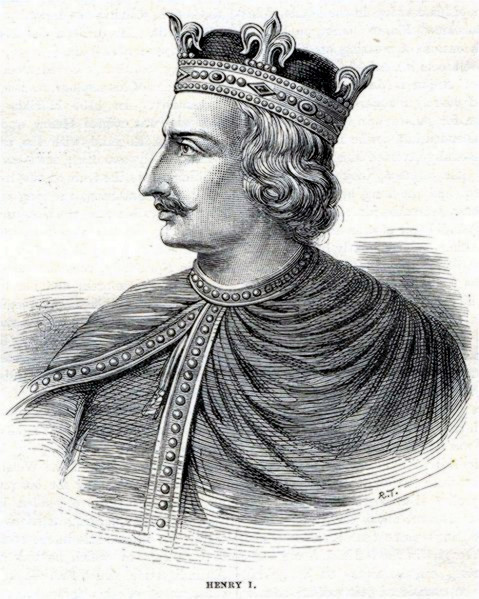
Enric I d'Anglaterra

La història es divideix en sis seccions, a més d'un pròleg. Els títols són els següents:
- Pròleg de 1123
- Primera Part, 1135-1136
- Segona Part, 1136-1137
- Tercera Part, 1140-1142
- Quarta Part, 1142-1145
- Cinquena Part, 1152-1155
- Sisena Part, 1170-1174

## Argument
Després del naufragi del vaixell White Ship, el rei Enric I d'Anglaterra es queda sense un hereu clar, i comença l'anarquia a la Gran Bretanya. A partir d'aquest moment, hi ha dos candidats al tron (Esteve d'Anglaterra, originari de Blois, nebot d'Enric; i Matilde d'Anglaterra, la seva filla), que comencen a teixir aliances amb la noblesa, i a preparar-se per a la guerra. Nobles i clergues ambiciosos prenen partit en el conflicte, amb l'esperança d'obtenir beneficis i influència en cas de victòria.
En Tom Builder i la seva família recorren el sud d'Anglaterra, a la recerca de feina. En ple hivern, la dona de Tom Buider mor en un part, després d'un llarg període de fam enmig del bosc. En el moment de la mort, en Tom es troba amb l'Ellen, una dona, que viu en una cova amb en Jack, el seu fill. (El pare de Jack era un joglar francès que va ser executat després del naufragi del White Ship.) Tom s'instal·la a Kingsbridge amb l'Ellen, en Jack, i els seus fills propis, on treballarà per al prior Philip, que vol expandir el seu priorat mitjançant la reconstrucció d'una catedral. L'antiga catedral romànica de Kingsbridge, es crema la mateixa nit que Tom arriba al priorat.
Per tal de construir la catedral, el prior Philip demana suport financer al rei Esteve, que li dona terres i el dret a prendre pedres d'una pedrera propera, la qual ha estat concedida a Percy Hamleigh com a part del comtat de Shiring. Però els interessos de Percy van per un altre camí. Hamleigh vol enderrocar el comte Bartolomé perquè la seva filla, Aliena, l'havia rebutjat en un matrimoni. William ataca Aliena i el seu germà Richard al castell, viola la nena i li talla una orella al nen. Sense llar i en la misèria, Aliena i Richard van a demanar ajuda al rei, però allà es troben el seu pare moribund. Aquest, els fa jurar que el petit Richard recuperarà el comtat. Amb el pas dels anys, Aliena organitza una companyia llanera amb l'ajuda del prior Phillip, i recull diners qmb l'objectiu que Richard es converteix en un cavaller pel rei Esteve, lluitant en la guerra civil contra Matilde. Richard guanya el favor del rei per defensar-lo en la batalla de Lincoln. William pren el poder del comtat de Shiring però comença a arruïnar-se per la competéncia de Kingsbridge. Intentant restaurar la seva fortuna, William crema Kingsbridge en un atac on acabarà assassinant a Tom Builder i cremant tota la llana d'Aliena. Després de perdre la seva fortuna un cop més, Aliena accepta casar-se amb Alfred, fill de Tom Builder, a canvia que aquest doni suport econòmic a Richard en la seva carrera de cavaller. Però el mateix matí de les noces, Jack i Aliena fan l'amor, i Aliena no arriba a consumar mai amb Alfred.
Jack, veient que Aliena s'ha casat amb Alfred, se'n va a França, on adquirirà grans habilitats com a escultor i paleta. Havent après la identitat del seu pare, es troba amb la seva família a Cherbourg-Octeville.
A Kingsbridge, l'Alfred convenç a en Philip per reemplaçar el sostre de fusta per un de volta de pedra, fent que l'edifici s'esfondri durant un servei, matant a moltes persones. L'Aliena dona a llum a un fill pèl-roig, i Alfred l'abandona, ja que veu clar que el nadó no pot ser seu. L'Aliena començarà un llarg viatge per França, amb l'objectiu de trobar a en Jack
Quan el troba, li explica que el sostre de la Catedral es va ensorrar, i tots dos tornen a Anglaterra amb el seu nadó, per tal de reconstruir la Catedral.

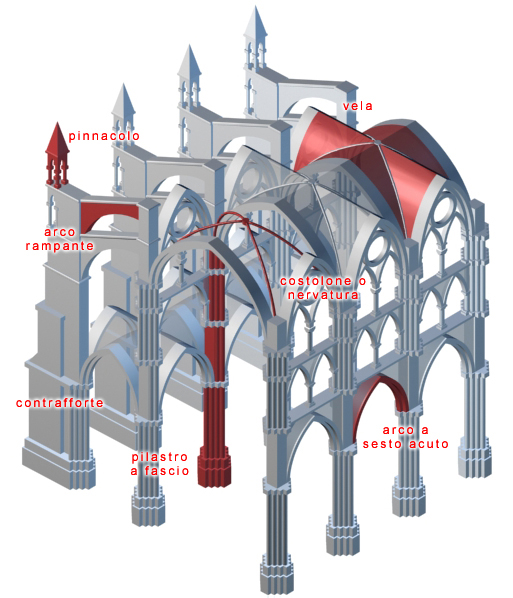
Arquitectura gòtica

## Personatges principals
Jack Jackson (també conegut com a Jack Builder): fill de Jack Shareburg (Jacques Cherbourg) i Ellen, es converteix en un arquitecte i paleta qualificat.
Tom Builder: Un constructor de tota la vida amb un gran somni, construir una catedral.
Ellen: Filla d'un cavaller, sap parlar i escriure anglès, francès i llatí, fet inusual en les dones de l'èepoca. És l'amant de Jack Shareburg i la mare de Jack Jackson, ella és descoberta per Tom Builder mentre vivia al bosc.
Prior Philip: Un monjo que somia Kingsbridge creixent cap a la grandesa amb una catedral.
William Hamleigh: El fill d'un senyor menor, temporalment guanya el comtat de Shiring però al final el perd.
Aliena: Filla del comte de Shiring, i futura esposa de William Hamleigh.
Richard (Richard de Kingsbridge): Germà petit d'Aliena, és un cavaller que es converteix en un soldat expert i líder, depenent d'Aliena per als ingressos del seu negoci de la llana.
Alfred Builder: fill de Tom, és un paleta que més tard es casa amb Aliena.
Agnes: primera esposa de Tom Builder i mare de Marta i Alfred.
Marta: filla de Tom, germana d'Alfred, germanastra de Jack.
Bisbe Waleran Bigod: Clergue ambiciós i corrupte constantment projectant el seu camí cap a aconseguir més poder.
Jonathan: Fill de Tom, va ser criat des de petit pel Prior Philip.
Lord Percy Hamleigh, Comte de Shiring: Pare de William Hamleigh
Senyora Regan Hamleigh, Comtessa de Shiring: Mare de William Hamleigh.

## Personatges secundaris
Jack Shareburg (Jacques Cherbourg): Joglar que sobreviu al naufragi de la Nau Blanca per convertir-se en l'amant d'Elena i pare de Jack Jackson; executat.
Francesc de Gwynedd: Germà de Phlip, orfes amb ell a Gal·les i va ser criat pels monjos, es va convertir en un sacerdot secular.
Tommy (més tard anomenat Thomas): Fill de Jack i Aliena. Amb un talent per a l'administració i comandament, esdevé el comte de Shiring. De mala gana, supervisa l'execucio de William Hamleigh.
Sally: Filla de Jack i Aliena. Es converteix en una treballadora vidriera de la catedral de Kingsbridge.
Raschid Alharoun: Amic de Jack a Toledo, és un comerciant àrab cristià que l'introdueix en el món acadèmic.
Walter: Escuder de William Hamleigh, l'acompanya a través de gran part de la novel·la.
Johnny 8 penics: Monjo gentil i ingenu que té cura de Jonathan des de nadó.
Remigi: Ex Sub-prior de Kingsbridge, tracta d'assegurar-se la posició de Prior, principalment motivat per l'enveja i la rancúnia.
Cuthbert Whitehead: Cellerer del Priorat de Kingsbridge, serà un aliat de Philip 
Milius: Ecònom del priorat de Kingsbridge.
Elizabeth: casada amb William Hamleigh, és maltractada des del primer dia del seu matrimoni. Més tard s'aliarà amb Aliena.
Bartholomew, comte de Shiring: Pare d'Aliena i Richard, es guanya l'enemistat dels Hamleighs i és empresonat per traïció.

## Tractament històric
Mentre que el llibre ha estat elogiat per la seva descripció de la vida medieval, també compta amb algunes inexactituds històriques. Una d'elles podria ser la de fer que els personatges i la trama més adequada per als lectors moderns, mentre que alguns són anacronismes evidents:
- La noblesa anglesa d'aquest període era normanda i parlava francès. El francès era la llengua de les classes altes, però no es va estendre molt en la resta de la societat, que utilitzava l'anglès. La capacitat dels anglesos de parlar francès era considerada extremadament sorprenent. Per tant, moltes de les converses que es presenten en el llibre semblen molt poc probables. Per exemple, que Aliena esdevingui una comerciant de llana i es pugui comunicar en anglès i francès, és estrany.
- El sucre s'esmenta diverses vegades en el llibre. El sucre no estava disponible en l'Anglaterra de l'època. Sabem que la família d'Enric III d'Anglaterra va ser la que va introduir el sucre el 1264, però no va ser fins al 1319 que el sucre va tenir un ús més general a la Gran Bretanya.
- Molta gent en el llibre esmorza. Existeix cert debat sobre si totes les persones de l'època esmorzaven.
- Al magatzem priorat es diu que hi ha llúpol. El llúpol no va ser utilitzat al Regne Unit per a la producció d'aliments fins segles més tard.